# Phytomyza acuminata
Phytomyza acuminata este o specie de muște din genul Phytomyza, familia Agromyzidae, descrisă de Gabriel Strobl în anul 1909.
Este endemică în Austria. Conform Catalogue of Life specia Phytomyza acuminata nu are subspecii cunoscute.